# Batalla de Las Navas de Tolosa
La batalla de Las Navas de Tolosa (16 de juliol de 1212), anomenada també batalla d'al-'Uqab o batalla d'al-Ikab o, simplement, la Batalla en les cròniques de l'època, fou una batalla decisiva per a l'expansió coneguda com la conquesta feudal hispànica, perquè és el punt en què l'hegemonia musulmana dona pas a l'hegemonia dels regnes cristians. Segons els autors musulmans, la batalla es va lliurar dimarts 15 de sàfar del 609, que correspon al 17 de juliol del 1212.

## Antecedents
La batalla de Las Navas de Tolosa fou el resultat de la croada que van organitzar el rei Alfons VIII de Castella, l'arquebisbe de Toledo Rodrigo Jiménez de Rada i el papa Innocenci III quan es van assabentar que l'exèrcit amazic organitzat pels almohades i els reis de taifes havia desembarcat a la península Ibèrica i es dirigia a la conquesta dels regnes cristians que avançaven al centre de la península, on els castellans havien estat derrotats en la batalla d'Alarcos, i a l'est, amb la conquesta aragonesa d'Ademús i Castellfabib.
Aquests tres es van veure obligats a formar una coalició de regnes cristians i reclutar un exèrcit amb pressa. Aquest exèrcit, format pels exèrcits de tres regnes diferents i per diversos ordes militars, es formava de:
- Les tropes castellanes comandades pel rei Alfons VIII de Castella, l'ànima de la batalla i el coordinador de tots els exèrcits. S'hi va presentar amb 20 milícies dels consells castellans, entre aquestes les de Sòria, Almazán, Medinaceli i San Esteban de Gormaz. El seu portabandera, Diego López II d'Haro, cinquè senyor de Biscaia, va pujar al port de muntanya de La Losa acompanyat per un pastor que coneixia bé el terreny. Des d'allà, va poder veure la distribució de la milícia dels almohades, cosa que va afavorir el bàndol cristià. Les cròniques de la batalla mencionen aquest fet i també expliquen que aquest personatge va ser l'encarregat de repartir el botí i que no es va quedar res per a ell.
- Les tropes dels reis Sanç VII de Navarra, Pere el Catòlic i Alfons II de Portugal.
- Les tropes dels ordes militars de Sant Jaume, Calatrava, Temple, Hospital i Sant Jordi, incloent-hi també alguns cavallers de la resta d'Europa (sobretot de França i d'Itàlia).
- Els únics reis cristians de la península Ibèrica que no van participar en la batalla van ser el rei Alfons II de Portugal i el rei Alfons IX de Lleó, que en aquell moment estava enemistat amb el rei de Castella.

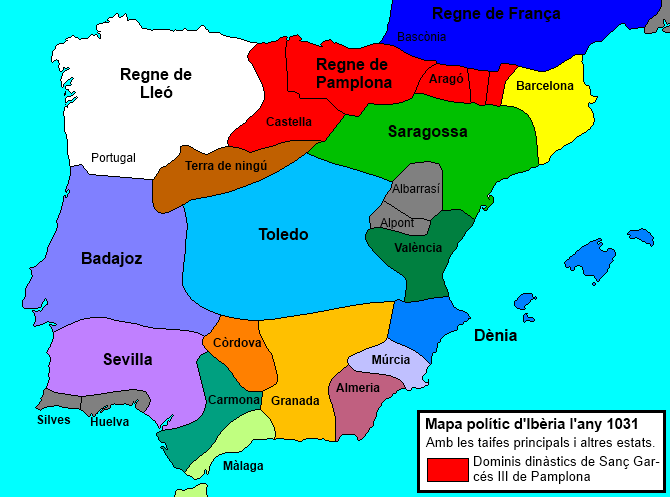
Taifes a l'any 1031

Aquest exèrcit es va reunir a Toledo l'estiu de l'any 1212 i va avançar cap al sud per trobar-se amb les tropes almohades comandades pel califa Muhàmmad an-Nàssir. Durant la marxa inicial, es va produir la deserció i l'abandonament de la majoria dels "ultramuntans" per la calor i les incomoditats i, sobretot, perquè no estaven d'acord amb la política que s'havia de seguir, que era la dictada pel líder cristià, Alfons VIII. Alfons, entre altres normes, havia dictat que s'havia de mantenir un tracte humà amb els musulmans si aquests fossin derrotats i evitar l'abús del pillatge. L'abandó va delmar de manera significativa la potència de les tropes cristianes.

## Desenvolupament tàctic

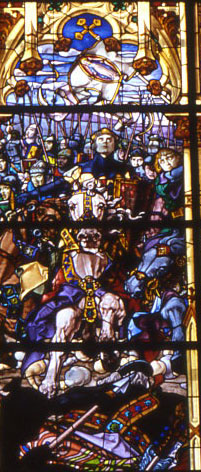
Sanç el Fort de Navarra en la Batalla de las Navas de Tolosa. Vidriera situada a Roncesvalls

El divendres 13 de juliol de l'any 1212, els exèrcits cristians van arribar a la població de Las Navas de Tolosa (avui al municipi de La Carolina, al nord-est de la província de Jaén) i s'hi produeixen petites escaramusses durant tot el cap de setmana següent. El dilluns 16 de juliol, cansats d'esperar i tement que el nombre creixent de desercions els prengués la superioritat numèrica, els almohades inicien l'atac.
Aleshores els exèrcits cristians, veient-se en la necessitat de defensar-se, van formar seguint l'estratègia de Dalmau de Creixell. Els castellans i els ordes militars es van situar al centre de la formació. Al flanc dret, s'hi van situar les tropes navarreses i les milícies d'Àvila, Segòvia i Medina del Campo. Al flanc esquerre, s'hi van situar les tropes catalanoaragoneses.
Els musulmans, que superaven àmpliament el nombre de contingents cristians, van simular una retirada per contraatacar després a les forces cristianes. Aquest contraatac va causar el pànic entre els cristians, perquè van veure l'enorme nombre de musulmans que lluitaven al bàndol sarraí, que es formava de tropes de l'Àndalus i de soldats amazics del nord d'Àfrica.
Quan el retrocés de les forces cristianes, causat pel contraatac musulmà, va posar en perill les forces cristianes, el rei castellà va decidir, juntament amb els reis d'Aragó i Navarra, carregar contra tots els flancs de l'exèrcit enemic. Aquest acte dels reis va fer pujar la moral de les tropes, les quals es van llançar damunt l'enemic. Aquesta càrrega va ser decisiva i, una batalla que ja estava perduda pels cristians va acabar amb una espectacular victòria cristiana: els musulmans van ser derrotats de manera humiliant i el seu general es va veure obligat a fugir cap a Jaén. La llegenda explica que el rei Sanç de Navarra va anar amb la seva guàrdia personal i va trencar les cadenes que envoltaven la tenda de Miramamolí, nom donat en les fonts cristianes al califa almohade (deriva del seu títol amir al-muminun, 'príncep dels creients').
La precipitada fugida a Jaén de Muhàmmad an-Nàssir va proporcionar als cristians un gran botí de guerra. D'aquest botí, encara avui se'n conserven la bandera i el penó de las Navas de Tolosa al monestir de Las Huelgas de Burgos.

## Les repercussions de la batalla
La repercussió més important d'aquesta batalla fou que marcà l'inici del declivi musulmà a la península Ibèrica i l'inici de l'hegemonia cristiana. Durant els 40 anys posteriors a aquesta batalla, els regnes cristians van avançar considerablement en la conquesta dels territoris musulmans de les Balears i del centre i el sud de la península. Van acabar acorralant els regnes musulmans. No obstant això, l'avenç no va ser prou eficaç, ja que no va poder acabar amb el últims regnes de taifes, perquè en els anys posteriors a la batalla hi va haver una crisi que va estendre la fam per tota la península, cosa que va alentir l'avenç cristià.
Com a recordatori de la seva gesta, el rei de Navarra va incloure les cadenes al seu escut d'armes, les quals encara avui apareixen a la part inferior dreta de l'escut d'Espanya.
També val a dir que l'orde de Calatrava va construir la fortalesa de Calatrava la Nueva, a prop d'Almagro, emprant presoners musulmans capturats després d'aquesta batalla. La construcció de la fortalesa va durar de l'any 1213 a l'any 1217.
El califa almohade Muhàmmad an-Nàssir va retornar a Marràqueix, on es va retirar al seu palau i va morir el 22 de desembre de 1213, disset mesos després.